# Integrated Modular Avionics
Integrierte Modulare Avionik (englisch Integrated Modular Avionics, kurz IMA) bezeichnet eine flugtaugliche, modulare Rechner-Elektronikeinheit aus standardisierten Komponenten und Schnittstellen in Hard- und Software zur Kommunikation zwischen den verschiedenen Systemen in einem Luftfahrzeug. Das IMA-Konzept wurde vom französischen Rüstungskonzern Thales, in Kooperation mit der deutschen Diehl Aerospace entwickelt.

## Prinzip
Die durchgängige Nutzung des IMA-Konzeptes für die verschiedenen Systeme innerhalb des Flugzeugs ermöglicht auch die Mehrfachnutzung von Rechnereinheiten für verschiedene Systeme und reduziert damit die bisher notwendige Anzahl separater Rechnereinheiten. Durch die standardisierten Rechnereinheiten und die -Datennetztechnologie (z. B. AFDX) wird der Anwendersoftware für die verschiedenen Systeme eine einheitliche Schnittstelle zur Verfügung gestellt.
Luftfahrzeugbauer profitieren somit durch Gewichts- und Energieeinsparung, geringere Betriebs- und Wartungskosten, und die reduzierte Anzahl der zu zertifizierenden Rechnereinheiten.

## Einsatz
Das IMA-Konzept kam erstmals bei Boeing in der 777 und danach bei Airbus in der A380 zum Einsatz. Zudem kommt es im Militärtransporter A400M und im A350 zum Einsatz. Im A400M sorgen ein robusterer Aufbau für erhöhte Vibrationsfestigkeit, ein verbesserter Blitzschutz und eine gesteigerte EMV für die Erfüllung der strengeren Anforderungen der militärischen Version von IMA.
Inzwischen basiert die Avionik aller neu entwickelten Passagierflugzeuge, wie zum Beispiel die Airbus A220, die Comac C919 und die Irkut MS-21 auf dem IMA-Konzept.

## Zukunft
Das IMA-Konzept ist heute ein Schlagwort für viele Entwicklungen modularer Avionik, die weit über das ursprüngliche Konzept hinausgehen. In der Entwicklung befinden sich Technologien, welche nicht nur die Hardware, sondern auch die Softwareschnittstellen standardisieren. Bekannte Beispiele sind ARINC 653 und STANAG 4626.